# Lanice seticornis
Lanice seticornis är en ringmaskart som först beskrevs av McIntosh 1885.  Lanice seticornis ingår i släktet Lanice och familjen Terebellidae. Inga underarter finns listade i Catalogue of Life.